# غريغ جيلمور
غريغ جيلمور (بالإنجليزية: Greg Gilmore)‏ هو طبال وموسيقي أمريكي، ولد في 3 يناير 1962 في فرنسا.

## وصلات خارجية
- غريغ جيلمور على موقع IMDb (الإنجليزية)
- غريغ جيلمور على موقع ميوزك برينز (الإنجليزية)
- غريغ جيلمور على موقع ديسكوغز (الإنجليزية)